# Boccaccio '70
Boccaccio '70 è un film, del 1962, in quattro episodi, diretti da Vittorio De Sica, Federico Fellini, Mario Monicelli e Luchino Visconti.
Nell'edizione estera l'episodio diretto da Monicelli fu eliminato dalla produzione; gli altri tre registi per solidarietà rifiutarono di recarsi al 15º Festival di Cannes, dove il film venne presentato fuori concorso.
L'episodio di Federico Fellini è girato all'EUR.

## Trama
Concettualmente ispirato alle novelle di Giovanni Boccaccio, ogni episodio si incentra sul sesso nell'Italia degli anni sessanta, periodo di boom economico e di grandi cambiamenti culturali.

### I atto:Renzo e Luciana
- Regia: Mario Monicelli
- Sceneggiatura: Giovanni Arpino, Suso Cecchi D'Amico ed Italo Calvino, dal racconto di quest'ultimo L'avventura di due sposi[2]

Questo episodio è una parodia moderna dei Promessi Sposi, rivisitata da Monicelli. Una coppia di giovani operai, Renzo (interpretato da Germano Gilioli) e Luciana (interpretata da Marisa Solinas), riesce dopo una serie di peripezie, a trovare casa e vivere finalmente l'agognata intimità, ma viene inesorabilmente separata dai rispettivi turni di lavoro: lui rientra a casa dal lavoro proprio quando lei deve uscire per recarvisi.
L'episodio è girato a Milano, la scena del matrimonio presso la baracca provvisoria della parrocchia dei SS. Patroni d'Italia, ora nell'attuale via Arzaga.
I protagonisti assistono a una proiezione del film horror italiano La strage dei vampiri (1962) di Roberto Mauri.

### II atto:Le tentazioni del dottor Antonio
- Regia: Federico Fellini
- Sceneggiatura: Ennio Flaiano, Tullio Pinelli, Federico Fellini

Peppino de Filippo e Anita Ekberg

L'episodio è introdotto dalla voce narrante di una bambina, un Cupido che introduce la storia presentando Antonio Mazzuolo,  moralista puritano intransigente, che redarguisce le coppiette che si appartano nottetempo nei viali romani, interrompe gli spettacoli di ballerine discinte a teatro, straccia riviste che ritiene oscene nelle edicole e soprattutto, in una circostanza che certamente rievoca un fatto analogo, realmente capitato al giovane Oscar Luigi Scalfaro, prende a ceffoni una donna, che riteneva vestita in maniera scandalosa, in un locale pubblico. Mazzuolo, mentre presiede la cerimonia di premiazione di alcuni boy scout viene interrotto dall'allestimento di un gigantesco cartellone pubblicitario, che ritrae l'immagine di Anita Ekberg, già musa del regista romagnolo ne La dolce vita, sdraiata su un divano e vestita appunto come nel film precedente, che reclamizza il latte, mentre lascia intravedere il seno maestoso.
Mazzuolo è scandalizzato dal manifesto ed inizia una battaglia presso alte figure istituzionali (il Commendator Pappa, interpretato da Antonio Acqua) ed ecclesiastiche per rimuovere il manifesto che reputa osceno.
Senza riuscire ad ottenere la rimozione, Mazzuolo, con un gesto eclatante, lorda, con bombe d'inchiostro, la réclame pubblicitaria, riuscendo, alla fine, ad ottenerne la copertura.
Durante i festeggiamenti per la rimozione il moralista Mazzuolo inizia ad avere allucinazioni che culmineranno in notte di visioni nella quale lui inseguirà, adorerà e combatterà contro l'immagine gigantesca di Anita Ekberg diavolo, che abbandona il manifesto e passeggia nella notte romana, nel quartiere dell'EUR.
Il giorno dopo, tra la costernazione generale della gente e dei suoi familiari, viene sedato dalla Neuro, imbracato e portato via dal cartello sul quale si era arrampicato rimanendovi attaccato, tutta la notte.
L'immagine delle smorfie di Cupido armato di frecce, sistemato sull'ambulanza che porta via Mazzuolo che sospira il nome di Anita, conclude il divertente ed onirico episodio.

#### Riferimenti culturali
Secondo Celli e Cottino-Jones, autori di New Guide to Italian Cinema, l'episodio sarebbe ispirato, con intenti di parodia, al film di fantascienza Attack of the 50 Foot Woman del 1958, diretto da Nathan H. Juran e inedito in italiano.

### III atto:Il lavoro
- Regia: Luchino Visconti
- Sceneggiatura: Suso Cecchi D'Amico e Luchino Visconti, dalla novella di Guy de Maupassant Sul bordo del letto (Au bord du lit)

Pupe, sposata con un impenitente sottaniere che lei scopre coinvolto in un giro di ragazze-squillo, decide di esigere dal marito, per punizione, il pagamento delle prestazioni sessuali che gli sarebbero dovute gratuitamente.

### IV atto:La riffa
- Regia: Vittorio De Sica
- Sceneggiatura: Cesare Zavattini

La maggiorata Zoe, in società con una coppia titolare di un baraccone di tiro a segno, per incrementare i miseri guadagni si offre come premio in una lotteria clandestina. Il biglietto vincente va ad un sagrestano, il quale si rifiuta, nonostante le pressioni, di rivendere il biglietto e pretende la "riscossione" del premio. L'episodio è ambientato (e girato in esterni) a Lugo di Romagna.

## Analisi
Se potessimo entrare nelle menti dei quattro geniali registi potremo in ciascuno di loro trovare alcuni significati precisi dei loro episodi.
Secondo Monicelli la condizione operaia è disumanizzante anche in un periodo di rapido sviluppo economico e industriale
Secondo Visconti la condizione delle donne nei matrimoni borghesi combinati non è diversa dalla prostituzione a lungo termine
Secondo De Sica è ridicolo quanto sia sessualizzata la cultura italiana e le belle donne non hanno altra scelta che parteciparvi per sopravvivere
Riguardo a Fellini la sua è una concezione più metafisica, incentrata sulla bellezza di Anita Ekberg.
Questa sequenza al cinema è un esempio dell'abilità di Monicelli nel utilizzare il metacinema per approfondire i temi del film, mostrando come l'arte possa rispecchiare e amplificare le emozioni dei personaggi.